# Enduro-Europameisterschaft 1974
Die Enduro-Europameisterschaft 1974 war die 7. in der Geschichte der FIM Enduro-Europameisterschaft.

## Allgemeines und Rennkalender
Von fünf Läufen zählten die drei besten Ergebnisse für die EM-Wertung.
| Nr. | Ort            | Datum                  | Streckenlänge (a) |
| --- | -------------- | ---------------------- | ----------------- |
| 1   | Madrid         | 29. bis 30. April 1974 | 481,7 km          |
| 2   | Harrachov      | 18. bis 19. Mai 1974   | 549,2 km          |
| 3   | Bratto         | 1. bis 2. Juni 1974    | 554 km            |
| 4   | Isny im Allgäu | 14. bis 15. Juni 1974  | 480 km            |
| 5   | Szczyrk        | 29. bis 30. Juni 1974  | 466 km            |

## Klasse bis 50 cm³

### Rennergebnisse
| Nr. | Ort            | Datum                  | Platz 1 (b)                 | Platz 2 (b)             | Platz 3 (b)          | Gesamtführender         |
| --- | -------------- | ---------------------- | --------------------------- | ----------------------- | -------------------- | ----------------------- |
| 1   | Madrid         | 29. bis 30. April 1974 | Gagni (Gilera)              | Peter Neumann (Zündapp) | Radici (Gilera)      | Gagni (Gilera)          |
| 2   | Harrachov      | 18. bis 19. Mai 1974   | Brinkmann                   | Peter Neumann (Zündapp) | Hieronymus (Zündapp) | Peter Neumann (Zündapp) |
| 3   | Bratto         | 1. bis 2. Juni 1974    | Gualtiero Brissoni (Gilera) | Gagni (Gilera)          | Marinoni (SWM)       | Gagni (Gilera)          |
| 4   | Isny im Allgäu | 14. bis 15. Juni 1974  | Peter Neumann (Zündapp)     | Gagni (Gilera)          | Hieronymus (Zündapp) | Peter Neumann (Zündapp) |
| 5   | Szczyrk        | 29. bis 30. Juni 1974  | Radici (Gilera)             | Gagni (Gilera)          |                      | Peter Neumann (Zündapp) |

### EM-Endstand
| Platz | Fahrer        | Motorrad | Punkte |
| ----- | ------------- | -------- | ------ |
| 1     | Peter Neumann | Zündapp  | 18,3   |
| 2     | Gagni         | Gilera   | 70,6   |
| 3     | Radici        | Gilera   | 461,7  |

## Klasse bis 75 cm³

### Rennergebnisse
| Nr. | Ort            | Datum                  | Platz 1 (c)                 | Platz 2 (c)                 | Platz 3 (c)                | Gesamtführender             |
| --- | -------------- | ---------------------- | --------------------------- | --------------------------- | -------------------------- | --------------------------- |
| 1   | Madrid         | 29. bis 30. April 1974 | Oldrati (Gilera)            | Ewald Schneidewind (Simson) |                            | Oldrati (Gilera)            |
| 2   | Harrachov      | 18. bis 19. Mai 1974   | Ewald Schneidewind (Simson) | Fröbel (Simson)             | Gerhard Haatz (Simson)     | Ewald Schneidewind (Simson) |
| 3   | Bratto         | 1. bis 2. Juni 1974    | Oldrati (Gilera)            | Gerhard Haatz (Simson)      | Lothar Schünemann (Simson) | Oldrati (Gilera)            |
| 4   | Isny im Allgäu | 14. bis 15. Juni 1974  | Gerhard Haatz (Simson)      | Ewald Schneidewind (Simson) | Oldrati (Gilera)           | Oldrati (Gilera)            |
| 5   | Szczyrk        | 29. bis 30. Juni 1974  | Ewald Schneidewind (Simson) | Gerhard Haatz (Simson)      | Kozuch (Jawa)              | Ewald Schneidewind (Simson) |

### EM-Endstand
| Platz | Fahrer             | Motorrad | Punkte |
| ----- | ------------------ | -------- | ------ |
| 1     | Ewald Schneidewind | Simson   | 1,0    |
| 2     | Gerhard Haatz      | Simson   | 35,2   |
| 3     | Oldrati            | Gilera   | 71,0   |

## Klasse bis 100 cm³

### Rennergebnisse
| Nr. | Ort            | Datum                  | Platz 1 (d)                | Platz 2 (d)                | Platz 3 (d)              | Gesamtführender            |
| --- | -------------- | ---------------------- | -------------------------- | -------------------------- | ------------------------ | -------------------------- |
| 1   | Madrid         | 29. bis 30. April 1974 | Milan Kremel (Jawa)        | Josef Wolfgruber (Zündapp) | Renato Foresti KTM       | Milan Kremel (Jawa)        |
| 2   | Harrachov      | 18. bis 19. Mai 1974   | Josef Wolfgruber (Zündapp) | Milan Kremel (Jawa)        | Josef Siruček (Jawa)     | Josef Wolfgruber (Zündapp) |
| 3   | Bratto         | 1. bis 2. Juni 1974    | Josef Wolfgruber (Zündapp) | Walter Bettoni (Gilera)    | Mauro Miele (Gilera)     | Josef Wolfgruber (Zündapp) |
| 4   | Isny im Allgäu | 14. bis 15. Juni 1974  | Josef Wolfgruber (Zündapp) | Dieter Salevsky (Simson)   | A. Rosa (SWM)            | Josef Wolfgruber (Zündapp) |
| 5   | Szczyrk        | 29. bis 30. Juni 1974  | Milan Kremel (Jawa)        | Walter Bettoni (Gilera)    | Dieter Salevsky (Simson) | Josef Wolfgruber (Zündapp) |

### EM-Endstand
| Platz | Fahrer           | Motorrad | Punkte |
| ----- | ---------------- | -------- | ------ |
| 1     | Josef Wolfgruber | Zündapp  | 0,0    |
| 2     | Milan Kremel     | Jawa     | 13,7   |
| 3     | Dieter Salevsky  | Simson   | 149,5  |
| 4     | Walter Bettoni   | DKW      | 158,0  |
| 5     | A. Rosa          | SWM      | 827,6  |

## Klasse bis 125 cm³

### Rennergebnisse
| Nr. | Ort            | Datum                  | Platz 1 (e)                 | Platz 2 (e)                | Platz 3 (e)                 | Gesamtführender             |
| --- | -------------- | ---------------------- | --------------------------- | -------------------------- | --------------------------- | --------------------------- |
| 1   | Madrid         | 29. bis 30. April 1974 | Alessandro Gritti (Gilera)  | Rolf Witthöft (Zündapp)    | Reinhard Christel (Zündapp) | Alessandro Gritti (Gilera)  |
| 2   | Harrachov      | 18. bis 19. Mai 1974   | Reinhard Christel (Zündapp) | Rolf Witthöft (Zündapp)    | Alessandro Gritti (Gilera)  | Reinhard Christel (Zündapp) |
| 3   | Bratto         | 1. bis 2. Juni 1974    | Pierluigi Rottigni (SWM)    | Alessandro Gritti (Gilera) | Rolf Witthöft (Zündapp)     | Alessandro Gritti (Gilera)  |
| 4   | Isny im Allgäu | 14. bis 15. Juni 1974  | Rolf Witthöft (Zündapp)     | Alessandro Gritti (Gilera) | Enö (Zündapp)               | Rolf Witthöft (Zündapp)     |
| 5   | Szczyrk        | 29. bis 30. Juni 1974  | Reinhard Christel (Zündapp) | Pierluigi Rottigni (SWM)   | Gustavsson (Monark)         | Reinhard Christel (Zündapp) |

### EM-Endstand
| Platz | Fahrer             | Motorrad | Punkte |
| ----- | ------------------ | -------- | ------ |
| 1     | Reinhard Christel  | Zündapp  | 7,3    |
| 2     | Rolf Witthöft      | Zündapp  | 9,1    |
| 3     | Pierluigi Rottigni | SWM      | 22,1   |

## Klasse bis 175 cm³

### Rennergebnisse
| Nr. | Ort            | Datum                  | Platz 1 (f)                | Platz 2 (f)                | Platz 3 (f)                | Gesamtführender          |
| --- | -------------- | ---------------------- | -------------------------- | -------------------------- | -------------------------- | ------------------------ |
| 1   | Madrid         | 29. bis 30. April 1974 | Erwin Schmider (Zündapp)   | Saravesi (KTM)             | Angelo Signorelli (Gilera) | Erwin Schmider (Zündapp) |
| 2   | Harrachov      | 18. bis 19. Mai 1974   | Erwin Schmider (Zündapp)   | Saravesi (KTM)             | Petr Válek (Jawa)          | Erwin Schmider (Zündapp) |
| 3   | Bratto         | 1. bis 2. Juni 1974    | Angelo Signorelli (Gilera) | Saravesi (KTM)             | Belussi (Puch)             | Erwin Schmider (Zündapp) |
| 4   | Isny im Allgäu | 14. bis 15. Juni 1974  | Erwin Schmider (Zündapp)   | Angelo Signorelli (Gilera) | Petr Válek (Jawa)          | Erwin Schmider (Zündapp) |
| 5   | Szczyrk        | 29. bis 30. Juni 1974  | Thörnblom (Monark)         | Angelo Signorelli (Gilera) | Milan Jedlička (Jawa)      | Erwin Schmider (Zündapp) |

### EM-Endstand
| Platz | Fahrer            | Motorrad | Punkte |
| ----- | ----------------- | -------- | ------ |
| 1     | Erwin Schmider    | Zündapp  | 0,0    |
| 2     | Angelo Signorelli | Gilera   | 12,7   |
| 3     | Saravesi          | KTM      | 26,0   |

## Klasse bis 250 cm³

### Rennergebnisse
| Nr. | Ort            | Datum                  | Platz 1 (g)          | Platz 2 (g)             | Platz 3 (g)          | Gesamtführender      |
| --- | -------------- | ---------------------- | -------------------- | ----------------------- | -------------------- | -------------------- |
| 1   | Madrid         | 29. bis 30. April 1974 | Frank Schubert (MZ)  | František Mrázek (Jawa) | Seidel (MZ)          | Frank Schubert (MZ)  |
| 2   | Harrachov      | 18. bis 19. Mai 1974   | Jiří Stodůlka (Jawa) | František Mrázek (Jawa) | Frank Schubert (MZ)  | Jiří Stodůlka (Jawa) |
| 3   | Bratto         | 1. bis 2. Juni 1974    | Ferrari (KTM)        | Birbes (Puch)           | Rinaldi (Ossa)       | Jiří Stodůlka (Jawa) |
| 4   | Isny im Allgäu | 14. bis 15. Juni 1974  | Jiří Stodůlka (Jawa) | Ferrari (KTM)           | Frank Schubert (MZ)  | Jiří Stodůlka (Jawa) |
| 5   | Szczyrk        | 29. bis 30. Juni 1974  | Frank Schubert (MZ)  | Ferrari (KTM)           | Jiří Stodůlka (Jawa) | Jiří Stodůlka (Jawa) |

### EM-Endstand
| Platz | Fahrer         | Motorrad | Punkte |
| ----- | -------------- | -------- | ------ |
| 1     | Jiří Stodůlka  | Jawa     | 2,0    |
| 2     | Frank Schubert | MZ       | 12,2   |
| 3     | Ferrari        | KTM      | 17,2   |

## Klasse bis 350 cm³

### Rennergebnisse
| Nr. | Ort            | Datum                  | Platz 1 (h)             | Platz 2 (h)             | Platz 3 (h)            | Gesamtführender         |
| --- | -------------- | ---------------------- | ----------------------- | ----------------------- | ---------------------- | ----------------------- |
| 1   | Madrid         | 29. bis 30. April 1974 | Josef Císař (Jawa)      | Květoslav Mašita (Jawa) | Manfred Jäger (MZ)     | Josef Císař (Jawa)      |
| 2   | Harrachov      | 18. bis 19. Mai 1974   | Květoslav Mašita (Jawa) | Augusto Taiocchi (KTM)  | Josef Císař (Jawa)     | Květoslav Mašita (Jawa) |
| 3   | Bratto         | 1. bis 2. Juni 1974    | Augusto Taiocchi (KTM)  | Květoslav Mašita (Jawa) | Josef Císař (Jawa)     | Květoslav Mašita (Jawa) |
| 4   | Isny im Allgäu | 14. bis 15. Juni 1974  | Květoslav Mašita (Jawa) | Josef Císař (Jawa)      | Augusto Taiocchi (KTM) | Květoslav Mašita (Jawa) |
| 5   | Szczyrk        | 29. bis 30. Juni 1974  | Josef Císař (Jawa)      | Květoslav Mašita (Jawa) | Manfred Jäger (MZ)     | Květoslav Mašita (Jawa) |

### EM-Endstand
| Platz | Fahrer           | Motorrad | Punkte |
| ----- | ---------------- | -------- | ------ |
| 1     | Květoslav Mašita | Jawa     | 3,6    |
| 2     | Josef Císař      | Jawa     | 8,5    |
| 3     | Manfred Jäger    | MZ       | 81,6   |

## Klasse über 350 cm³

### Rennergebnisse
| Nr. | Ort            | Datum                  | Platz 1 (i)           | Platz 2 (i)           | Platz 3 (i)           | Gesamtführender       |
| --- | -------------- | ---------------------- | --------------------- | --------------------- | --------------------- | --------------------- |
| 1   | Madrid         | 29. bis 30. April 1974 | Josef Fojtík (Jawa)   | Zdeněk Češpiva (Jawa) | Fred Willamowski (MZ) | Josef Fojtík (Jawa)   |
| 2   | Harrachov      | 18. bis 19. Mai 1974   | Zdeněk Češpiva (Jawa) | Josef Fojtík (Jawa)   | Imerio Testori (KTM)  | Josef Fojtík (Jawa)   |
| 3   | Bratto         | 1. bis 2. Juni 1974    | Imerio Testori (KTM)  | Zdeněk Češpiva (Jawa) | Josef Fojtík (Jawa)   | Zdeněk Češpiva (Jawa) |
| 4   | Isny im Allgäu | 14. bis 15. Juni 1974  | Fred Willamowski (MZ) | Imerio Testori (KTM)  | Zdeněk Češpiva (Jawa) | Imerio Testori (KTM)  |
| 5   | Szczyrk        | 29. bis 30. Juni 1974  | Imerio Testori (KTM)  | Zdeněk Češpiva (Jawa) | Josef Fojtík (Jawa)   | Imerio Testori (KTM)  |

### EM-Endstand
| Platz | Fahrer         | Motorrad | Punkte |
| ----- | -------------- | -------- | ------ |
| 1     | Imerio Testori | KTM      | 1,4    |
| 2     | Zdeněk Češpiva | Jawa     | 6,2    |
| 3     | Josef Fojtík   | Jawa     | 11,6   |